# Římskokatolická farnost Chvalkovice na Hané
Římskokatolická farnost Chvalkovice na Hané je územní společenství římských katolíků s farním kostelem svatého Ferdinanda v děkanátu Vyškov.

## Historie farnosti
První zmínka o obci pochází z roku 1355. Kostel byl postaven v 17. století původně v gotickém stylu, později upraven do stylu barokního.

## Duchovní správci
Administrátorem excurrendo je od července 2014 R. D. Mgr. Jaroslav Špargl.

## Bohoslužby
| Kostel                | Místo               | Bohoslužba (den) | Hodina     | Poznámka     |
| --------------------- | ------------------- | ---------------- | ---------- | ------------ |
| Kostel sv. Ferdinanda | Chvalkovice na Hané | neděle středa    | 9.30 17.00 | farní kostel |

## Aktivity ve farnosti
Farnost se pravidelně zapojuje do akce Tříkrálová sbírka. V roce 2018 se při ní ve Chvalkovicích vybralo 13 745 korun.